# 宇佐崎しろ
宇佐崎 しろ（うさざき しろ、1997年12月27日 - ）は、日本のイラストレーター、漫画家。奈良県出身。

## 経歴
宇佐崎は当初、Twitter等のSNSで活動し、好きなキャラクターのイラストなどを上げていた。その中で宇佐崎が『週刊少年ジャンプ』（集英社）で連載されていた『左門くんはサモナー』（沼駿）のファンアートをTwitterに上げたことで、同作の担当編集者だった村越周から認識される。また、マツキタツヤがTwitterアカウントに上げていた予知夢をテーマとした漫画へ宇佐崎がリプライを送ったことを機にTwitterで相互フォローとなった。。
その後、マツキが『週刊少年ジャンプ』の原作志望者を対象とした新人漫画賞『ストキンPro』で準キングを受賞。受賞作『阿佐ヶ谷芸術高校映像科へようこそ』の作画担当にマツキが宇佐崎を指名し、担当編集の村越が『左門くん』公式Twitterからオファーをかける。宇佐崎は漫画を描いた経験がなかったため、地元の奈良県から東京に来て『僕のヒーローアカデミア』（堀越耕平）の原稿を見るなどして『阿佐ヶ谷』を描き上げた。『阿佐ヶ谷』は『週刊少年ジャンプ』2017年9号に掲載されデビューする。
当初はマツキ原作の読切を何作か作画し、経験を重ねた後に連載を始める予定だったが『阿佐ヶ谷』の数年後を舞台にした『アクタージュ act-age』の連載企画が通ったため、いきなり連載デビューすることになった。しかし2020年8月8日、原作者のマツキが起こした強制わいせつ事件によりマツキが逮捕されたことで、編集部は未完のまま連載終了を決定した。コミックスは1～12巻まで無期限の販売停止となった。その後はイラストレーターと並行して年1ペースで読切を掲載しつつ、2024年41号より『魔男のイチ』作画担当として復帰する。

## 人物
趣味は万年筆集め。好きな作品は『ワールドトリガー』、『左門くんはサモナー』。

## 作品リスト

### 漫画
- 阿佐ヶ谷芸術高校映像科へようこそ（原作：マツキタツヤ、『週刊少年ジャンプ』2017年9号） - デビュー作。読切。漫画担当。
- アクタージュ act-age（原作：マツキタツヤ、『週刊少年ジャンプ』2018年8号 - 2020年36・37合併号） - 連載。漫画担当。
- 炎眼のサイクロプス（原作：石川理武、『週刊少年ジャンプ』2021年3・4合併号） - 読切。作画担当。
- 竜の映画館（原作：伊藤、『少年ジャンプ+』2022年6月6日配信[6]） - 読切。絵担当[7]。
- キミと青いヨルの（原作：きださおり、ゲーム制作：篠田築、ネーム構成：田岡宗晃、『週刊少年ジャンプ』2023年16号） - 読切。漫画担当[8]。
- 魔男のイチ（原作：西修、『週刊少年ジャンプ』2024年41号 - ） - 連載。作画担当[9]。

### イラスト
- Vtuber・剣持刀也リアルソロイベント【虚空集会】 - キービジュアルイラスト[10]
- Vtuber・花譜2nd Album「魔法」β版 - ジャケットイラスト[11]
- 斜線堂有紀「回樹」（早川書房発行「S-Fマガジン」2021年2月号掲載） - 扉絵
- リアル脱出ゲーム 「最果てのミステリーサーカスからの脱出」（SCRAP主催、2021年4月28日 - 8月9日開催） - ビジュアルイラスト[12]
- 聴くanime「韻ふむふたり」（「STUDIO koemee」配信） - イラスト[13]
- 魂のデッキビルドRPG「SOULVARS」（発売：集英社ゲームズ、開発：ginolabo） - キャラクターイラスト[14]
- アドロイド 11010231224214427（てにをは／著） - カバーイラスト、中面イラスト[15]

### その他
- 【推しの子】（『週刊ヤングジャンプ』連載 原作：赤坂アカ、作画：横槍メンゴ） - 一部カラーイラスト彩色担当。
  - 番外編15 ジャンプ+限定 描き下ろし休載イラスト[16]、第52話 カラー扉イラスト[17]、第114話 カラー扉イラスト[18]、番外編39 ジャンプ+限定 描き下ろし休載イラスト[19]